# جيمي جونز (لاعب كرة قدم أمريكية أمريكي)
جيمي جونز (بالإنجليزية: Jimmy Jones)‏ هو لاعب كرة قدم أمريكية أمريكي، ولد في 3 مارس 1941 في هندرسون في الولايات المتحدة.

## وصلات خارجية
- جيمي جونز على موقع مرجع كرة القدم المحترفة.كوم (الإنجليزية)